# Isla Nells
Isla Nells (en inglés: Nells Island) es la mayor de las dos islas propiedad de Milford, en el estado de Connecticut, en la desembocadura del río Housatonic. Esta directamente a lo largo del río desde el Teatro American Shakespeare en Stratford, Connecticut.  La isla está deshabitada, pero se designa como un "espacio abierto" de la ciudad de Milford. Se encuentra a 3 pies (0,91 m) sobre el nivel del mar.